# Heinz-Jürgen Rothe

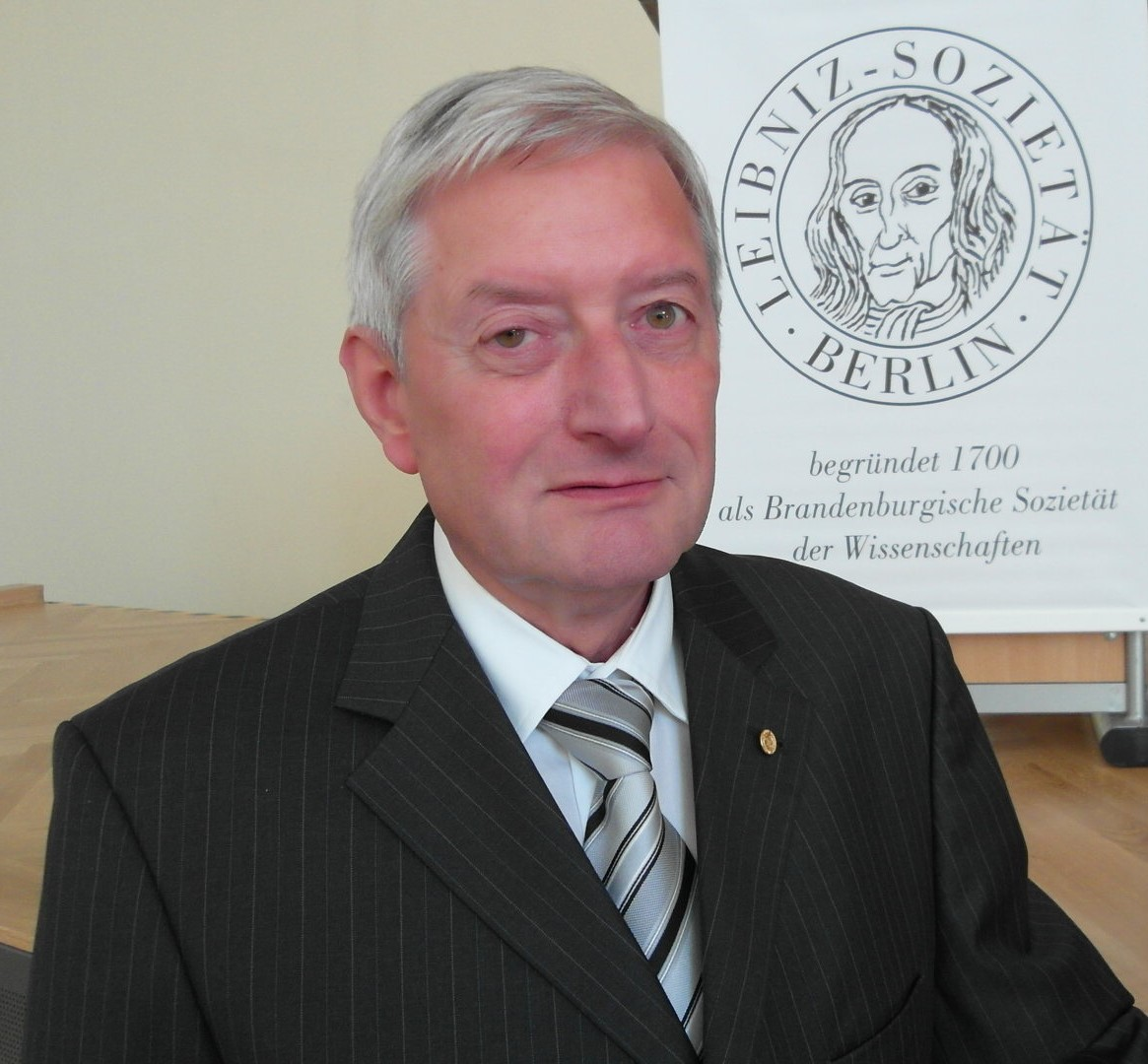
Heinz-Jürgen Rothe

Heinz-Jürgen Rothe (* 24. November 1946 in Weißensee (Thüringen); † 9. November 2024 in Berlin) war ein deutscher Psychologe und Professor für Arbeitspsychologie an der Universität Potsdam.

## Ausbildung
Heinz-Jürgen Rothe wurde in Weißensee in Thüringen geboren. Er besuchte die Internats-Oberschule in Schulpforte und legte hier 1965 sein Abitur ab. Anschließend folgte sein Studium an der Humboldt-Universität zu Berlin (HUB), das er 1970 an der Sektion Psychologie mit dem Diplom im Fach Psychologie absolvierte.
Die Promotion zum Dr. rer. nat. an der Mathematisch-Naturwissenschaftlichen Fakultät der HUB erfolgte 1977 mit einer Dissertation zum Thema Quellenstruktur und Signalidentifikation.
Ein anschließendes postgraduales Studium zur Erlangung der Berufsbezeichnung „Fachpsychologe der Industrie“ schloss er 1987 ab. Seine Habilitation für das Fach Arbeitspsychologie erlangte er an der Universität Kassel im Jahre 1991 mit einer Habilitationsschrift zum Thema Erfassung und Modellierung von Fachwissen als Grundlage für den Aufbau von Expertensystemen.

## Berufstätigkeit
Rothe begann im Jahre 1970 seine berufliche Tätigkeit als Wissenschaftlicher Assistent unter Leitung von Friedhart Klix im Bereich Grundlagen der Kybernetik des Zentralinstituts für Kybernetik und Informationsprozesse der Akademie der Wissenschaften der DDR. 1973 wechselte er als  Wissenschaftlicher Assistent (bis 1976) in den Lehrbereich Arbeits- und Ingenieurpsychologie unter Leitung von Klaus-Peter Timpe und als Wissenschaftlicher Sekretär (bis 1982) an die Sektion Psychologie der Humboldt-Universität zu Berlin.
Rothe war von 1983 bis 1985 Berater an der Psychologischen Fakultät der Universität Havanna in Kuba. Anschließend war er von 1986 bis 1991 Wissenschaftlicher Oberassistent am Lehrbereich Arbeits- und Ingenieurpsychologie der Sektion Psychologie der Humboldt-Universität zu Berlin.
Rothe nahm in den Jahren 1991 bis 1995 Vertretungsprofessuren wahr für die Fachgebiete Arbeitswissenschaft und Arbeits-, Betriebs- und Organisationspsychologie an den Universitäten Kassel, Trier und Leipzig. Danach war er Wissenschaftlicher Mitarbeiter am Institut für Psychologie der Universität Potsdam bis 1999. Im Jahre 2000 nahm er eine Gastprofessur für das Gebiet Angewandte Psychologie an der Universität Innsbruck in Österreich wahr. Von 2001 bis zu seinem Eintritt in den Ruhestand im Jahre 2011 war er als Professor für Arbeitspsychologie an die Universität Potsdam wirksam.

## Forschungsschwerpunkte
In seiner Forschungstätigkeit befasste sich Rothe insbesondere mit folgenden Gegenständen:
- Wahrnehmungspsychologische Probleme bei Tätigkeiten in Mensch-Maschine-Systemen,
- Informationsdarbietung in Verkehrsleitzentralen,
- Wissensakquisition und Wissensmodellierung für Expertensysteme,
- Wissensdiagnostik und Wissensmanagement,
- Entwicklung von Verfahren zur Arbeits- und Belastungsanalyse,
- arbeitsbedingte psychische Störungen,
- betriebliches Gesundheitsmanagement.

Seine Forschungsergebnisse hat Rothe in mehr als 70 wissenschaftlichen Publikationen zu den genannten Themen niedergelegt.

## Mitgliedschaften und Funktionen
- Mitglied (1972) und Vorstandsmitglied der Sektion Arbeits- und Ingenieurpsychologie der Gesellschaft für Psychologie der DDR (1987–1990),
- Mitglied des Wissenschaftlichen Beirats für Verkehrssicherheitsforschung der DDR (1979–1982),
- Mitglied der Deutschen Gesellschaft für Psychologie seit 1991,
- Mitglied im Sachverständigenkreis Moderne Arbeits- und Dienstleistungskonzepte beim Projektträger Arbeit und Technik des BMBF (1994–1998),
- Vorsitzender des Kompetenzzentrums Mensch-Gesundheit-Arbeit e. V. an der Universität Potsdam,
- Mitglied des Organisationskomitees des 29. Internationalen Kongresses für Psychologie 2008 in Berlin (2004–2008).
- seit 2009 Mitglied der Leibniz-Sozietät der Wissenschaften zu Berlin
- seit 2010 Mitglied des Präsidiums der Leibniz-Sozietät und Sekretar des Plenums, seit 2021 Schatzmeister.

## Veröffentlichungen (Auswahl)
- H.-J. Rothe, R. Seifert, K.-P. Timpe: Psychological investigations on receiving and processing of information during work in automated industry. In: F. Klix, B. Krause (Hrsg.): Psychological Research Humboldt-Universität Berlin 1960–1980. Deutscher Verlag der Wissenschaften, Berlin 1980.
- Charakteristik menschlicher Dekodierungsleistungen zur Ermittlung von handlungsrelevanten Informationen. In: Zeitschrift für Psychologie. 200, 1992, S. 269–286.
- Erfassung und Modellierung von Fachwissen als Grundlage für den Aufbau von Expertensystemen. Teil 1: Ausgangsbedingungen und Konzeption. In: Zeitschrift für Psychologie. 202/3, 1994, S. 201–215; Teil 2: Methodenkritische Analysen. In: Zeitschrift für Psychologie. 202/4, 1994, S. 321–348.
- H.-J. Rothe, H. Kolrep (Hrsg.): Psychologische Erkenntnisse und Methoden als Grundlage für die Gestaltung von Mensch-Maschine-Systemen. Zentrum Mensch-Maschine-Systeme (ZMMS), Berlin 1996.
- Wissensdiagnose auf der Basis von Assoziieren und Struktur-Legen. In: L. v. Rosenstiel, J. Erpenbeck (Hrsg.): Handbuch der Kompetenzmessung.  2. Auflage. Schäffer-Poeschel, Stuttgart 2007, ISBN 978-3-7910-2477-6.
- H.-J. Rothe, U. Debitz, A.-M. Metz: Arbeit in Call Centern – Arbeit am virtuellen Fließband?  In: E. Bamberg, A. Ducki, A.-M. Metz (Hrsg.): Gesundheitsförderung und Gesundheitsmanagement in der Arbeitswelt. Ein Handbuch. Hogrefe, Göttingen 2011.
- Arbeit 4.0 – alte und neue arbeitswissenschaftliche und ingenieurwissenschaftliche Probleme. In: Peter Brödner, Klaus Fuchs-Kittowski (Hrsg.): Zukunft der Arbeit – Soziotechnische Gestaltung der Arbeitswelt im Zeichen von "Digitalisierung" und "Künstlicher Intelligenz". Tagung der Leibniz-Sozietät am 13. Dezember 2019 in Berlin, Hochschule für Technik und Wirtschaft. (= Abhandlungen der Leibniz-Sozietät der Wissenschaften. Band 67). trafo Wissenschaftsverlag, Berlin 2020, S. 21–39, ISBN 978-3-86464-219-7.